# Felipe Gil
Felipe Gil, também conhecido pelo pseudônimo El Charro, é um cantor e compositor mexicano. Ele nasceu em Misantla, Veracruz, em 1913, em uma família de músicos e estudou música. Trabalhou por um tempo com Álvaro Ancona e em 1936 eles se juntaram a Jesús "Chucho" Navarro, formando um grupo musical chamado El Charro Gil y Sus Caporales. Em 1940, Ancona foi substituído pelo irmão do Felipe, Alfredo Gil. Em 1944, o grupo encerrou a carreira quando Chucho Navarro e Alfredo Gil deixaram o grupo para formar o Trío Los Panchos com Hernando Avilés.
Felipe Gil é vice-presidente da Sociedad de Autores y Compositores de México (SACM), e recentemente se declarou transgênero.
Uns de seus sucessos são "La Felicidad" e "Lo que pasó, pasó", além de trilhas sonoras para telenovelas como, Yara, Acompáñame, Al rojo vivo, Espejismo e El maleficio.

## Discografia
Los Angeles, 7 de outubro de 1938 como "El Charro Gil y Sus Caporales (Navarro y Alvarez)"
- Eso Si Como No (Felipe Gil)
- Lilongo (Felipe Gil)
- Tú Dirás (Pedro Galindo)
- Ya Ves Que Si, Pos No (Guillermo Bermejo)
- El Rey Del Aire (arranjado por Chucho Navarro)
- El Pejul (Felipe Gil)
- El Arreo (Lorenzo Barcelata)
- El Tejoncito (S. Briceño)
- Nomás Hágame Jalón (Chucho Navarro)
- Camioncita Flecha Roja (Raful Crayen)
- Si O Si (Miguel Prado)
- La Grandota (Chucho Navarro)[4]

Los Angeles, 18 de outubro de 1938 como "El Charro Gil y Navarro"
- El Cascabel (Lorenzo Barcelata; arranjado por Gil e Navarro)/ftpm "Huapango" (1938)
- La Cucaracha (arranjado por Gil e Navarro)
- Hay Que Ponerse Muy Chango (Felipe Gil)/ftmp "A La Orilla De Un Palmar" (1937)
- El Parrandero (Felipe Gil)
- La Morenona (Felipe Gil)/ftpm "La Virgen De La Sierra" (1939)
- Canción Del Mar (Felipe Gil)[4]

Los Angeles, 26 de outubro de 1938 como "El Charro Gil y Sus Caporales"
- Ahora Inflas (Antonio Galicia)
- Pos Esta? (F. Valdés Leal)
- El Refrán (Felipe Gil)
- El Chorriado (Felipe Gil)
- Mira Luisa (Luisita) - (F. Valdés Leal)
- Ven A Mis Brazos (arranjado por M.S. Acuña)
- Canta Guitarra (Bolaños-Tofre-Villajos)
- La Misma Estrella (Sergio De Karlo)[4]

Los Angeles, 21 de novembro de 1938 como "El Charro Gil y Sus Caporales (Navarro-Alvarez)"
- Mujeres Latinas (Tito Guízar)/ftmp "El Cantor De La Radio" (1938)
- Sueño De Amor (Tito Guízar)/ftmp "El Cantor De La Radio" (1938)
- Trobador (Tito Guízar)/ftmp "El Cantor De La Radio" (1938)
- Lejos (Felipe Gil)
- El Cantador Del Pueblo (Tito Guízar)/ftmp "El Cantor De La Radio" (1938)
- Jalando (Tito Guízar)/ftmp "Mis Dos Amores" (1938)
- Ya Te Voy A Dar Tu Chaquí
- El Huarache (Jesús Navarro)
- Que Me Importa (Rafael Hernández Marín)
- Ya Ves Que Si...Pos No![4]

NI, 13 de março de 1942 como "El Charro Gil y Sus Caporales"
- Ay Jalisco No Te Rajes (Letras: Ernesto E. Cortázar, Música: Manuel M. Esperón)/ftmp "Jalisco No Te Rajes" (1941)
- Corrido Del Norte (Pepe Guízar)
- Como México No Hay Dos (Pepe Guízar)
- Traigo Un Amor (Letras: Ernesto E. Cortázar, Música: Manuel M. Esperón)/ftmp "Jalisco No Te Rajes" (1941)[4]